# Sankt Georgen ob Judenburg
Sankt Georgen ob Judenburg é um município da Áustria, situado no distrito de Murtal, no estado da Estíria. Tem 44,33 km² de área e sua população em 2019 foi estimada em 843 habitantes.